# Guvernant till Frankrikes barn
Guvernant till Frankrikes barn kallades den privatlärare som ansvarade för utbildningen av barnen till Frankrikes kung. Oftast anställdes personer från Frankrikes högst rankade adel, och under sig hade hon underguvernanter (sous gouvernantes).

## Guvernanter till Frankrikes barn

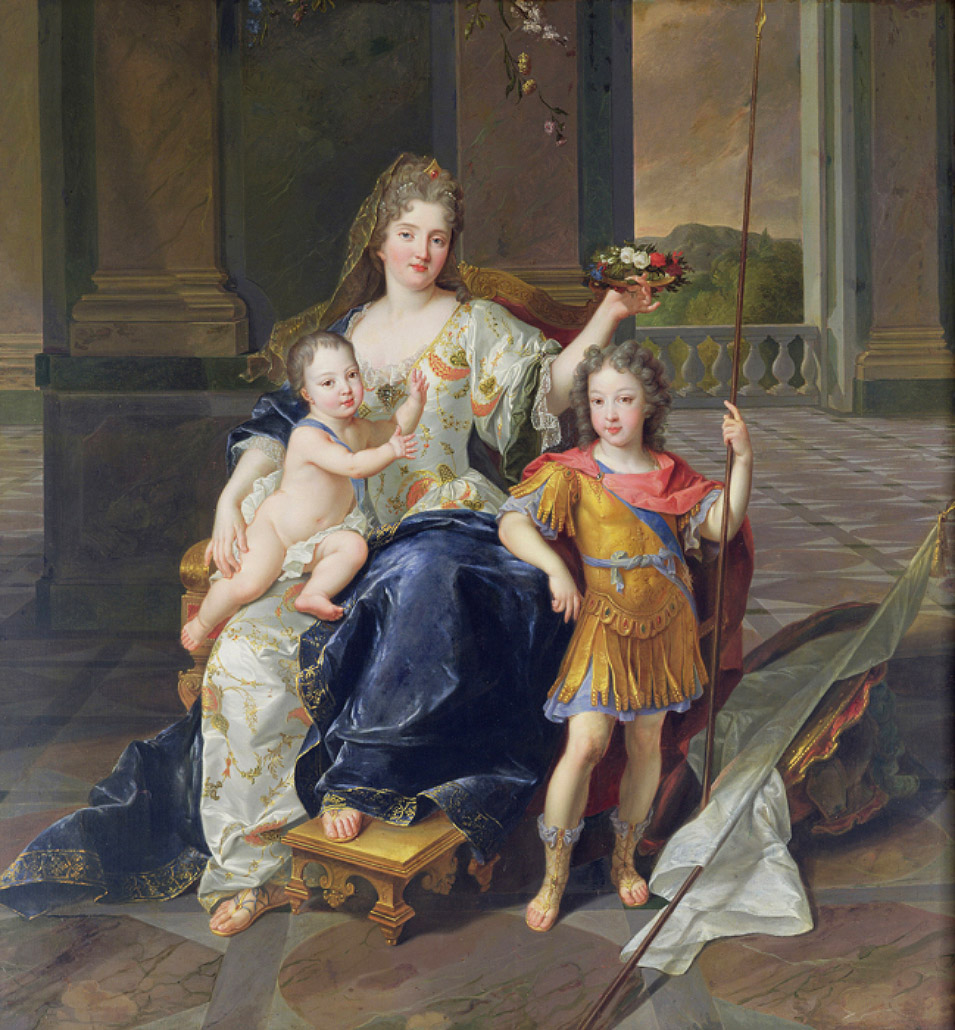
Hertiginnan av La Ferté-Senneterre med Hertigen av Anjou och Hertigen av Bretagne, François de Troy.

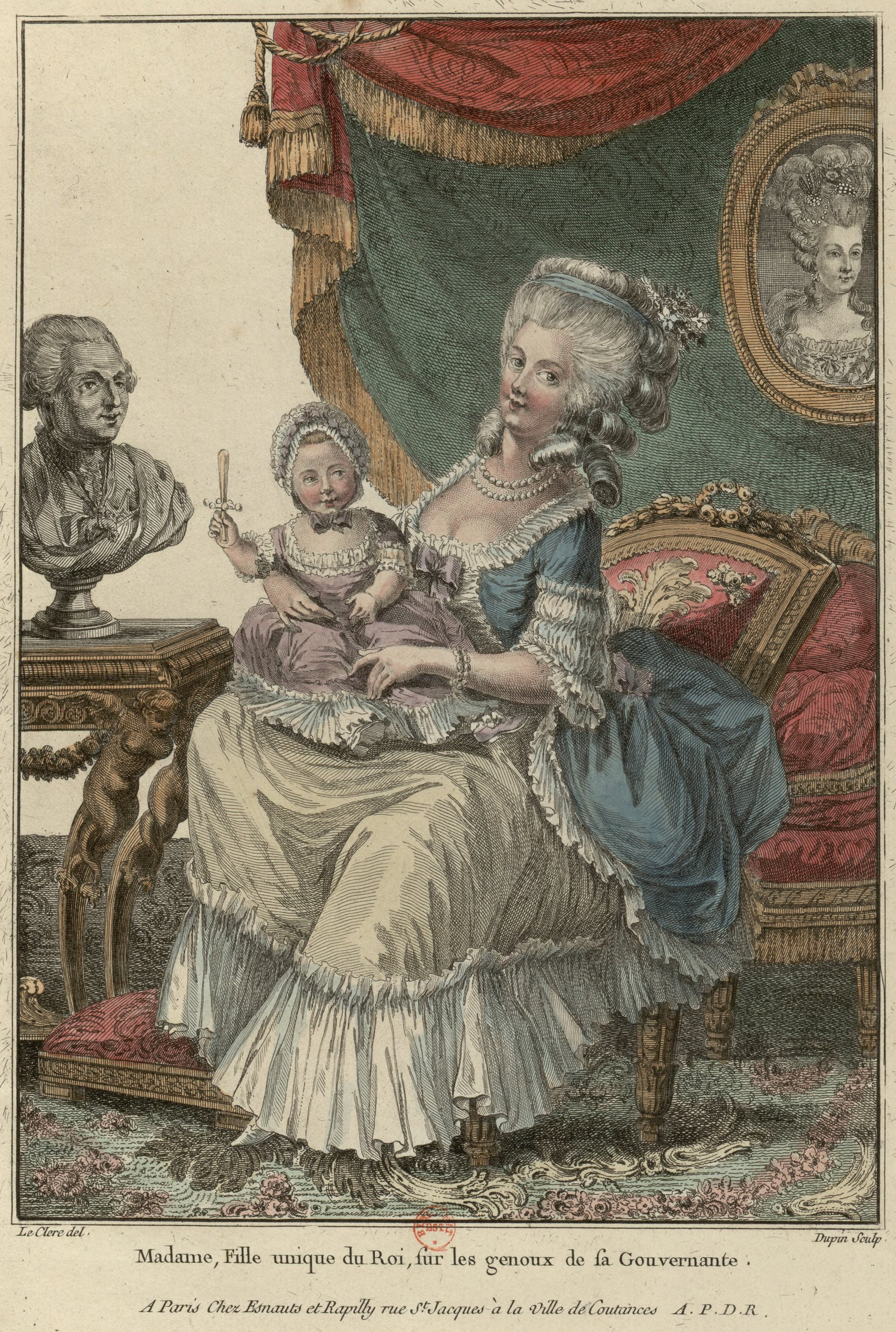
Engraving av Victoire de Rohan med Madame Royale, även en målning av Marie-Antoinette syns, okänt konstnär.

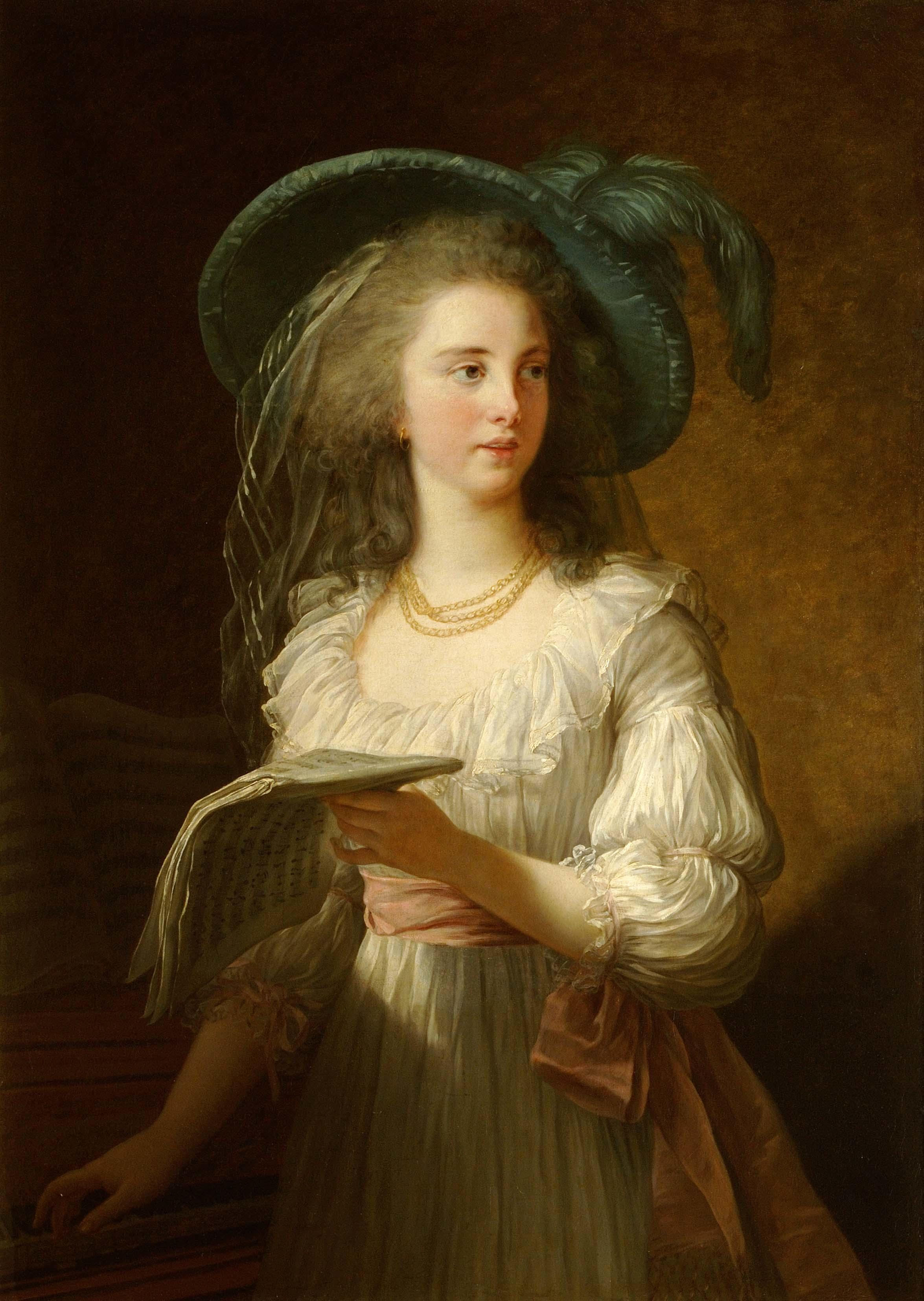
Yolande de Polastron, av Madame Vigée Le Brun.

### Barn tillLudvig XII av Frankrike
- Michelle de Saubonne

### Barn tillFrans I av Frankrike
- Charlotte de Cossé-Brissac

### Barn tillHenrik II av Frankrike
- Françoise d'Humières (d. 1557).
- Claude Catherine de Clermont (1543-1603), hertiginna av Retz.
  - Charlotte de Curton

### Barn tillKarl IX av Frankrike
- 1572-1578: Isabelle de Monthoiron

### Barn tillHenrik IV av Frankrike
- 1601-1625: Françoise de Montglat (d. 1633).

### Barn tillLudvig XIII
- 1638-1643: Françoise de Lansac (1583-1657).
- 1643-1646: Marie-Catherine de Senecey (1588-1677).

### Barn tillLudvig XIV
- 1661-1672 : Louise de Prie, (1624-1709), markisinna av Toucy, hertiginna av Cardona[2]

#### Barn tillGrand Dauphin
- 1682-1691 : Louise de Prie, (1624-1709), markisinna av Toucy, hertiginna av Cardona.
  - 1704-1715: Jeanne-Francoise de La Lande

#### Barn tillHertigen av Burgund
- 1704-1709 : Louise de Prie, (1624-1709), markisinna av Toucy, hertiginna av Cardona
- 1709-1710 : Marie Isabelle Gabrielle Angélique de La Mothe-Houdancourt (1654-1726), Hertiginna av La Ferté-Senneterre[3]
- 1710-1735 : Charlotte de La Mothe-Houdancourt, (1651-1744), Hertiginna av Ventadour[4]

### Barn tillLudvig XV
- 1727-1735 : Charlotte de La Mothe-Houdancourt, (1654-1744), hertiginna av Ventadour.
  - Anne Julie de Melun arbetade som sous gouvernante hos Madame de Ventadour[5]
  - 1727-1746: Jeanne-Francoise de La Lande
- 1735-1754 : Marie Isabelle de Rohan, (1699-1754), hertiginna av Tallard[6]

#### Barn tillLudvig, Dauphin av Frankrike
- 1735-1754 : Marie Isabelle de Rohan, (1699-1754), hertiginna av Tallard
- 1754-1776 : Marie Ludvige de Rohan, (1720-1803), grevinna av Marsan[7]

### Barn tillLudvig XVI
- 1776-1782 : Victoire de Rohan, (1743-1807), prinsessa av Guéméné.[8]
- 1782-1789 : Yolande de Polastron, (1749-1793), hertiginna av Polignac.
- 1789-1792 : Ludvige Élisabeth de Croÿ, (1749-1832), markisinna av Tourzel.

### Barn tillLudvig Filip I
- 1773-1791 : Stéphanie Félicité du Crest de Saint-Aubin (1746-1830), grevinna av Genlis.

### Fotnoter
1. ↑  Pascale Mormiche, « Les nourrices des Enfants de France, un corps social particulier à la cour », dans Femmes à la cour de France. Charges et fonction, IAE, Cour de France.fr, Septentrion, Lille, 2018.
2. ↑  fru till Philippe de La Mothe-Houdancourt
3. ↑  dotter till hertigen och hertiginnan av Cardona och äldre syster till Madame de Ventadour
4. ↑  dotter till hertigen och hertiginnan av Cardona
5. ↑  Anne Julie var fru till Jules, prins av Soubise och, "svärbarnbarn" till  La Ventadour
6. ↑  dotter till Hercule Mériadec, Duke av Rohan-Rohan och Anne Geneviève de Lévis, barnbarn till hertiginnan av Ventadour
7. ↑  Dotter till Jules, prins av Soubise och barnbarnsbarn till hertiginnan av Ventadour
8. ↑  barnbarnsbarnbarn till hertiginnan av Ventadour